# 中国反犹太主义
中华人民共和国反犹太主义的情况有些复杂，中国历史上没有反犹的土壤，但最近几十年里许多反犹阴谋论开始在中国传播。一些中国人相信犹太人秘密统治着世界，而且都很有商业头脑。

## 历史
中国人对犹太人的看法受到多方面历史因素的影响:98。埃默里大学的埃里克·莱因德斯写道，这些因素包括“来中国的新教传教士、犹太人常与華僑華人同样被归为模范少数族裔、20世纪30年代时从日本传入的反犹文章、上海隔都的犹太难民、以及将以色列视为美帝國主義代理人的政治看法:98。”
莱因德斯还写道，中国人对犹太人的刻板印象更多的是基于正面的概括:98–99。犹太人和中国人一样被认为长于教育、善于竞争:99。一些中文畅销书中会有犹太人善于累积财富相关的内容:98–99。一些学者写道，这种正面的、在改革开放时代广泛传播的亲犹刻板印象很容易演变成反犹思想。
华裔美国人IT工程师及历史爱好者宋鸿兵在2000年代出版的《货币战争》中认为自拿破仑时代以来犹太经济学家就控制着全世界的银行系统，联邦储备系统被包括花旗银行在内的五家美国私有银行控制，而这些银行与罗斯柴尔德家族在内的犹太人团体关系密切，这些犹太人团体据称导致了亞洲金融風暴。《货币战争》在中国曾十分畅销，甚至被一些高级别的官员阅读。
反誹謗聯盟2014年的民调显示有20%的中国人对犹太人保持负面态度，且老年人更可能对犹太人有负面观感。2021年5月，中国环球电视网一则节目的主持人在评论2021年以巴冲突时称“犹太人主导着金融和互联网行业”、“所以，他们是否有代表自己的强大游说力量呢？有可能”，该则节目随即被以色列驻华大使馆称为“公然反犹”。
司马南的微博账户曾传播过有关从未实现的河豚计划的说法，并将其描述为“犹太人与日本人勾结在中国领土上建立犹太人家园的证据”。2021年9月，比亚迪任命曾发表《如何评价犹太人？》的網絡紅人卢克文为品牌代言人。在东京电力宣布将排放福岛核废水后，一位拥有250万粉丝的博主说东京电力受到犹太人资助。
2023年以色列—哈马斯战争爆发后，中国互联网上除就地缘政治攻击以色列外，亦有攻击犹太民族的言论出现。2023年10月17日，由于德国总理奥拉夫·舒尔茨表示支持以色列，中国网民引用中东战争流离失所的难民情况在德国驻华大使馆的公众号攻击以色列，同时亦有部分攻击犹太人的声音出现。
2023年11月，以色列驻华大使潘绮瑞在接受美国之音采访时称，尽管中国社交媒体中充斥反犹、反以言论，但并不代表中国反犹，以中关系并不会改变。
2024年1月，CNN报道指反犹太主义内容在中国社交媒体上激增。此报道遭到陈卫华批评，并认为按照CNN的逻辑，联合国甚至全世界大多数人都在煽动反犹太主义，因为他们都批评了以色列在加沙的行径。